# 火崎號衛星
火崎號（ひさき），也稱為識別大氣光譜行星觀測衛星（Spectroscopic Planet Observatory for Recognition of Interaction of Atmosphere），是一顆日本紫外線天文衛星，由日本宇宙航空研究開發機構（JAXA）營運。火崎號衛星是小型科學衛星計畫的首次任務，2013年9月由艾普斯龍運載火箭在內之浦宇宙空間觀測所發射升空，用於對太陽系行星進行極紫外線觀測。
2023年12月8日，由於恆星追蹤器隨著時間的推移而老化，難以控制觀測姿態，因此停止通訊並終止火崎號運行。